# Liste der Monuments historiques in Langan
Die Liste der Monuments historiques in Langan führt die Monuments historiques in der französischen Gemeinde Langan auf.

## Liste der Objekte (unvollständig)
| Bezeichnung                  | Beschreibung             | Standort                                 | Kennzeichnung | Schutzstatus | Datum | Bild |
| ---------------------------- | ------------------------ | ---------------------------------------- | ------------- | ------------ | ----- | ---- |
| Skulptur des Apostels Petrus | Holz, vergoldet, um 1800 | in der Kirche St-Martin-St-Pierre (Lage) | PM35002152    | Inscrit      | 1987  |      |